# Green Mountain (Ascensión)
Green Mountain (Montaña Verde) es un nombre común del punto más alto de la isla Ascensión en el Atlántico Sur, que ha ganado cierta fama por ser uno de los pocos bosques artificiales a gran escala.

## Historia y vegetación
Muchos relatos del siglo XIX, entre ellos uno de Charles Darwin (en julio de 1836), describen la isla volcánica tan estéril con muy pocas plantas, algunas de ellas endémicas de la isla, que no se encuentran en ningún otro lugar. Los científicos estiman que las plantas vasculares nativas de la isla entan entre 25 y 30 especies, 10 de ellas endémicas de la Ascensión. Esta flora empobrecida es una consecuencia de la edad de la isla (sólo 1 millón de años) y el aislamiento (más de 1.500 kilómetros de cualquier masa de tierra importante). Más tarde, en 1843, el recolector de plantas británico Joseph Dalton Hooker visitó la isla y luego la Antártida expedición de Sir James Clark Ross. Hooker propuso un plan para plantar la isla con vegetación para intentar aumentar las precipitaciones y hacer la vida más soportable para la guarnición que estaba estacionado allí. Fue crucial el nombramiento de un superintendente de granja como clave del éxito.
A partir de entonces muchas plantas han sido introducidas y el plan de Hooker es exitoso. Un informe de 1865 del Ministerio de Marina declaró sobre el tema de Green Mountain diciendo que "(la isla) ahora posee matorrales de 40 tipos de árboles, además de numerosos arbustos, a través de la difusión de la vegetación, el suministro de agua ya es excelente". A principios de 1900 muchos cultivos como plátanos y guayabas crecían naturalmente. Es poco probable que este éxito dio lugar a un aumento de las precipitaciones, sin embargo, el aumento de neblina, por la mayor cantidad de vegetación, probablemente resultó.
Pero, estos resultados crearon diferencias en el hábitat natural de la isla, que se convirtió en un escosista artificial, sin la coevolución entre sus especies constituyentes. Aunque, si ocurrieron algunas especies que se importaron a la isla por sus relaciones evolutivas. Actualmente, ecologistas están preocupados por el efecto de algunas especies exóticas sobre las especies endémicas de la isla. Por lo menos cuatro especies endémicas se han extinguido, y el resto se encuentran en peligro de serlo. Debido a esto, Green Mountain es ahora un parque nacional donde las especies endémicas se conservan de manera activa.
Un mineral llamado "dalyite" se encontró por primera vez en esta montaña.

## Geografía y acceso
La montaña, situada dentro de la zona del parque nacional se puede acceder a través de la carretera principal de Georgetown. Sin embargo el acceso de vehículos no se extiende a la parte superior de la montaña. Existe un sendero hasta el antiguo cuartel en desuso y la captación de agua. Esto continúa a una estación de observación, donde también hay un estanque de rocío, formado por la colección de agua en la parte superior de la montaña. La zona se mantiene para los visitantes en cierta medida, y hay un paso que se realiza a través de la densa vegetación. El punto más alto de la montaña se caracteriza por una cadena de ancla, que está justo arriba de la charca de rocío.

## Galería

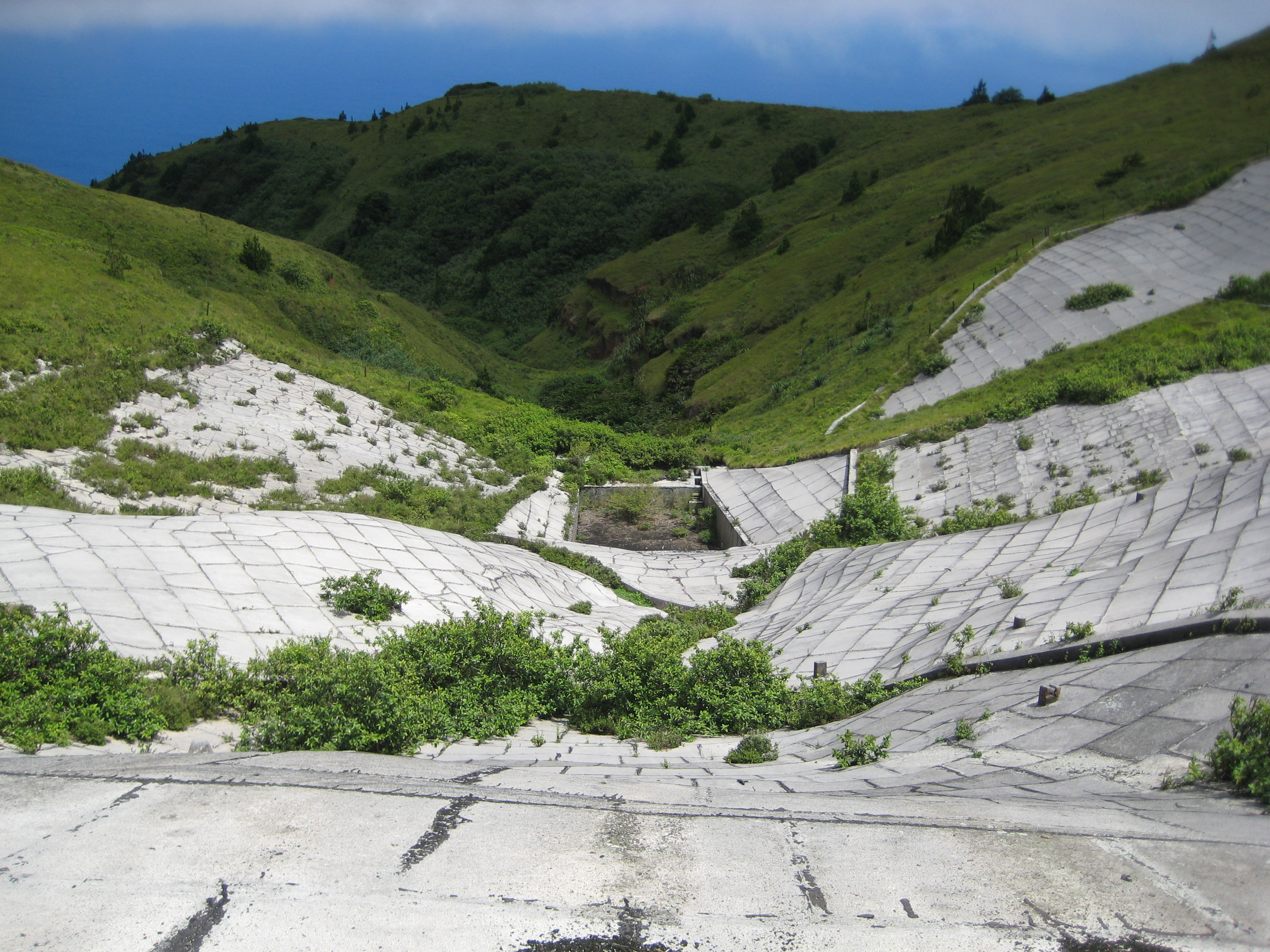
La antigua captación de agua, que era la fuente de agua para la isla.
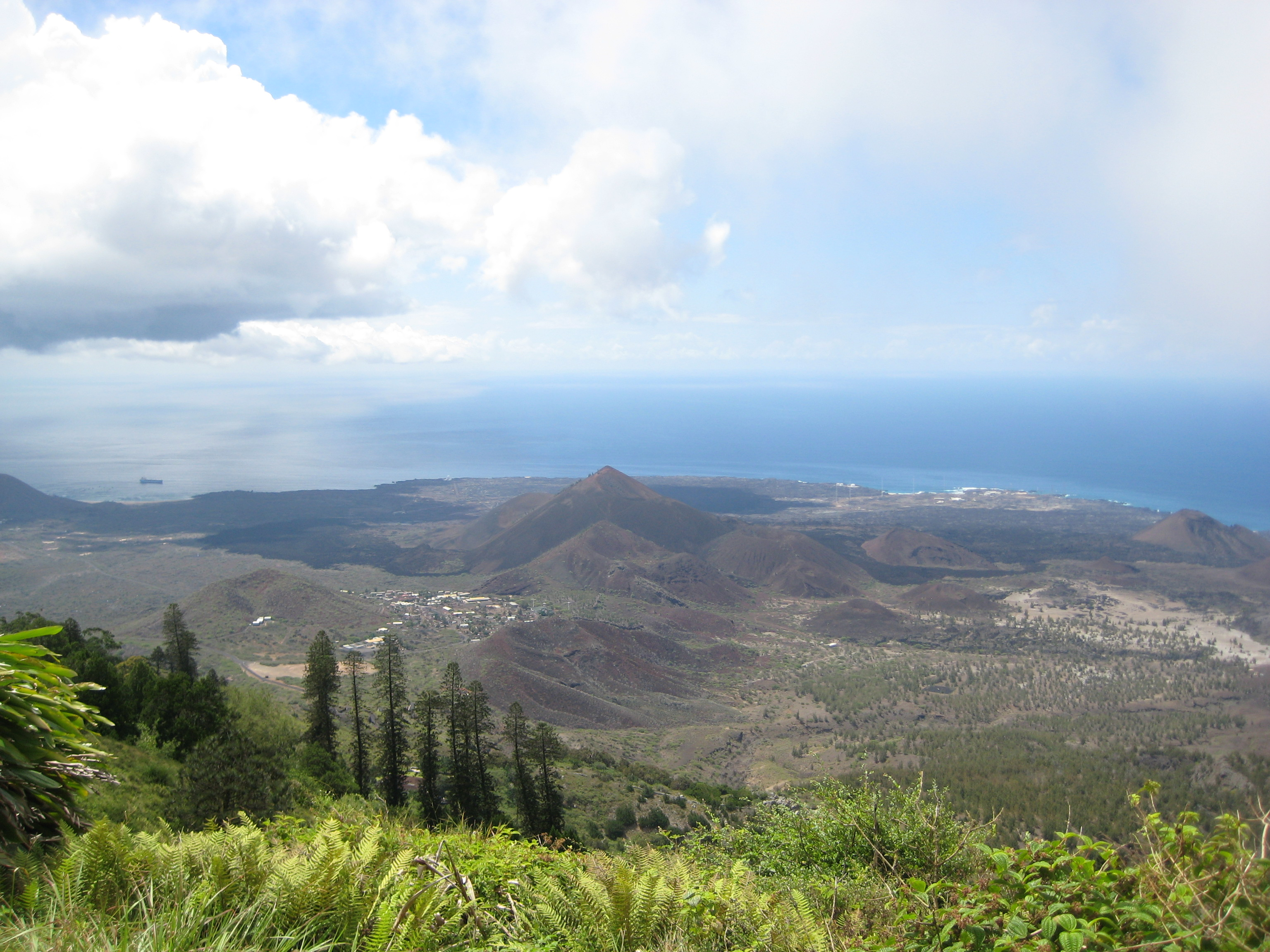
Vista desde lo alto de Green Mountain, mostrando la isla Ascensión y el asentamiento de Dos Barcos en el centro.
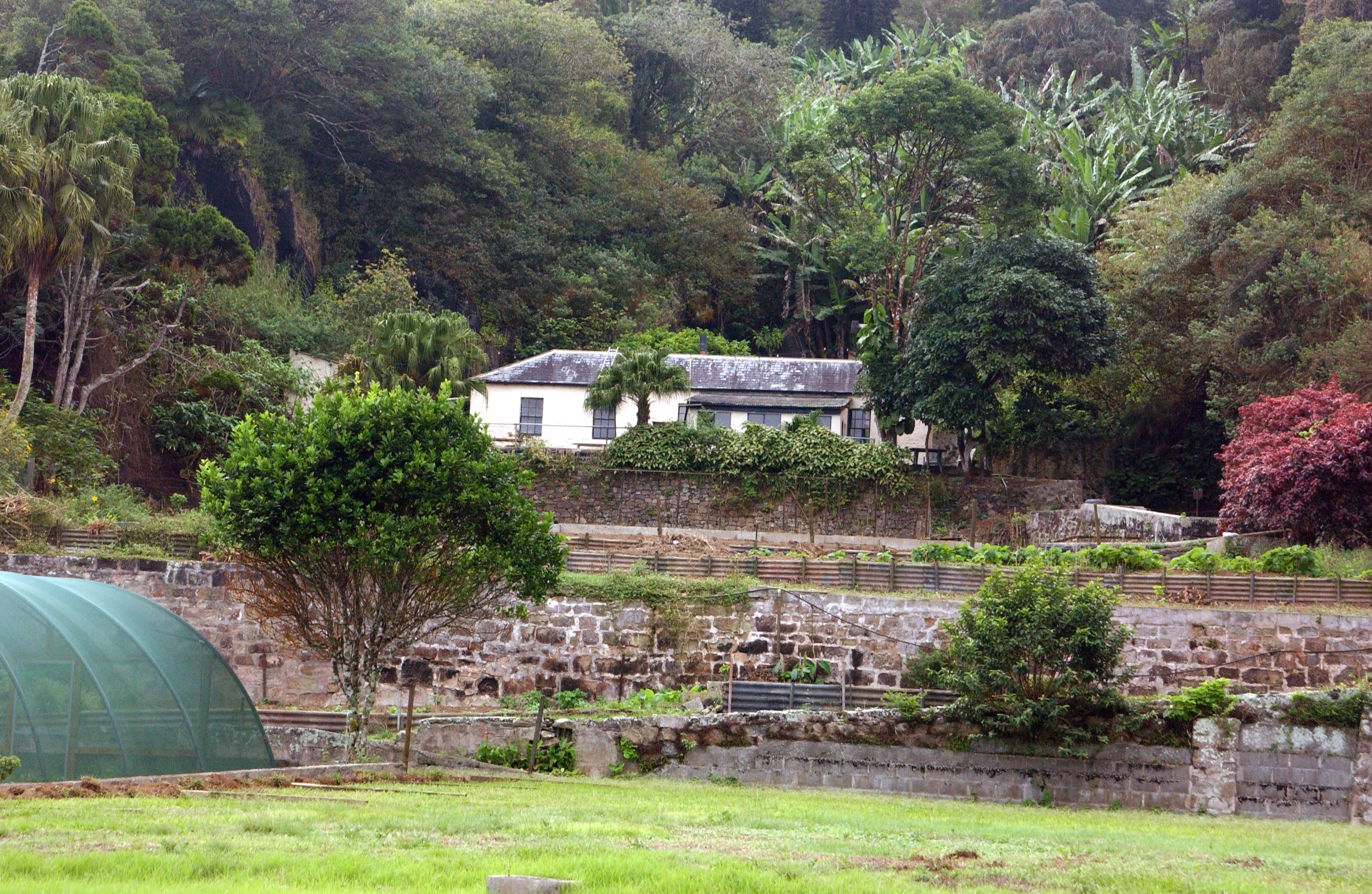
Una casa en la montaña